# 古坡镇
古坡镇，是中华人民共和国甘肃省天水市甘谷县下辖的一个乡镇级行政单位。
2016年，甘肃省民政厅批复同意撤销古坡乡，设立古坡镇。

## 行政区划
古坡镇下辖以下地区：
古坡村、麻岔子村、大卜峪村、大坪村、杨家坪村、深岘子村、樊家寺村、店子村、上店子村、沟门村、羌甘峪村和瓦泉峪村。